# Falconer (együttes)
A Falconer egy 1999-ben alapított svéd power/heavy/folk metal zenekar. Egyedi hangzású, többnyire epikus, középkorit utánzó hangzású zenét készítenek. Az együttes a Mithotyn nevű viking/black metal zenekar feloszlása után alakult. 2020-ban feloszlottak.

## Diszkográfia
- Falconer (2001)
- Chapters From a Vale Forlorn (2002)
- The Sceptre of Deception (2003)
- Grime vs. Grandeur (2005)
- Northwind (2006)
- Among Beggars and Thieves (2008)
- Armod (2011)
- Bad Moon Rising (2014)
- From a Dying Ember (2020)